# Estação Eglinton
Eglinton é uma estação do metrô de Toronto, localizada na secção Yonge da linha Yonge-University-Spadina. Localizada no cruzamento da Yonge Street com a Eglinton Avenue, Eglinton era a estação de metrô mais setentrional da linha Yonge original do metrô de Toronto. Assim sendo, a estação dispunha de até três grandes terminais de ônibus integrados com a estação de metrô, servindo linhas de superfície do Toronto Transit Commission servindo o norte da região metropolitana de Toronto.
Com a expansão da linha Yonge, o movimento de passageiros utilizando a estação como ponto de conexão entre diferentes linhas de superfície e o metrô foi reduzido drasticamente, e um dos terminais foi fechado, sendo que atualmente a estação opera dois terminais de ônibus integrados, que atendem a nove linhas de superfície (ônibus da 97 Yonge não entram no terminal, e passageiros desejando realizarem uma conexão entre o metrô e a linha e vice-versa precisam de um transfer). Mesmo assim, a Eglinton é uma das estações mais movimentadas do sistema de metrô de Toronto. O nome da estação provém da Eglinton Avenue, a principal rua leste-oeste servida pela estação.